# White House Fellow

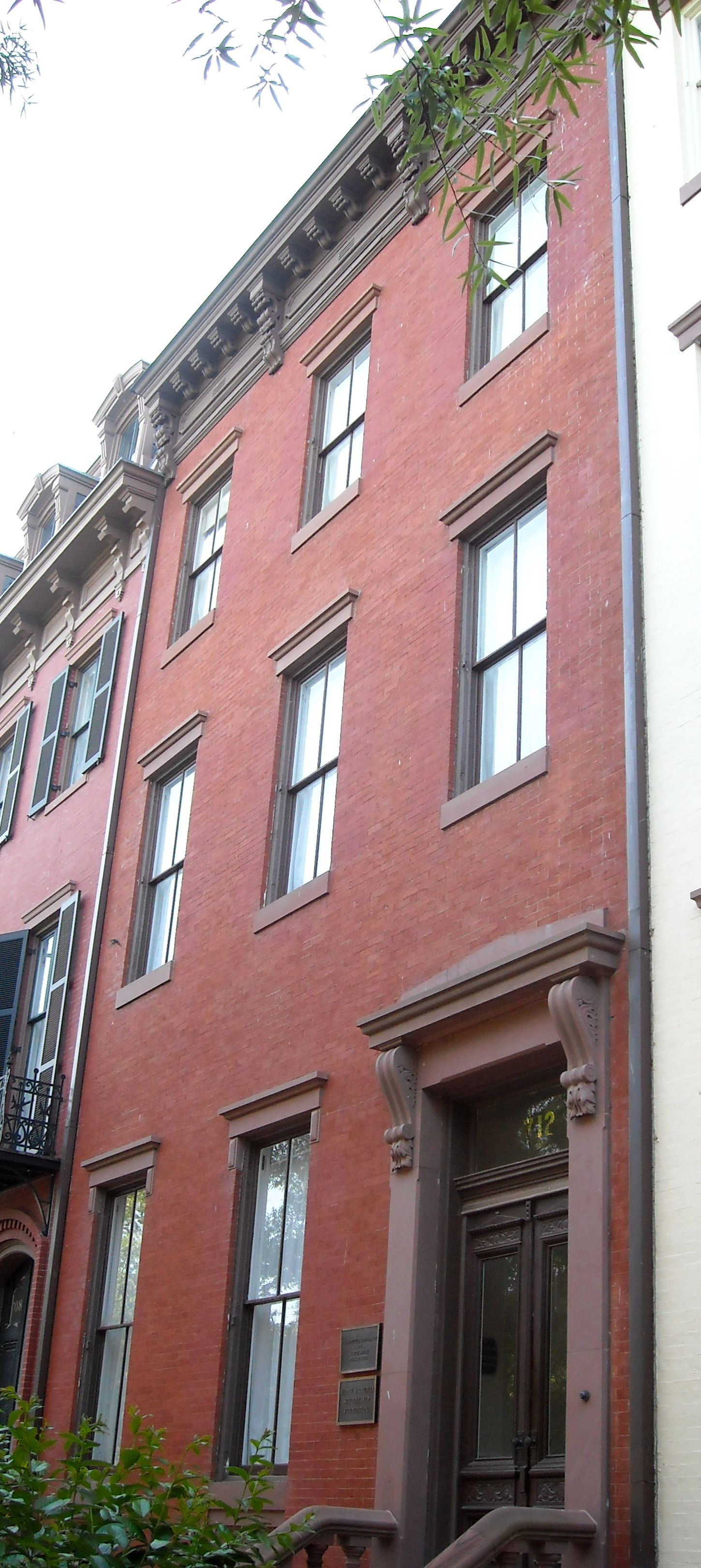
Bürogebäude der White House Fellows in Washington

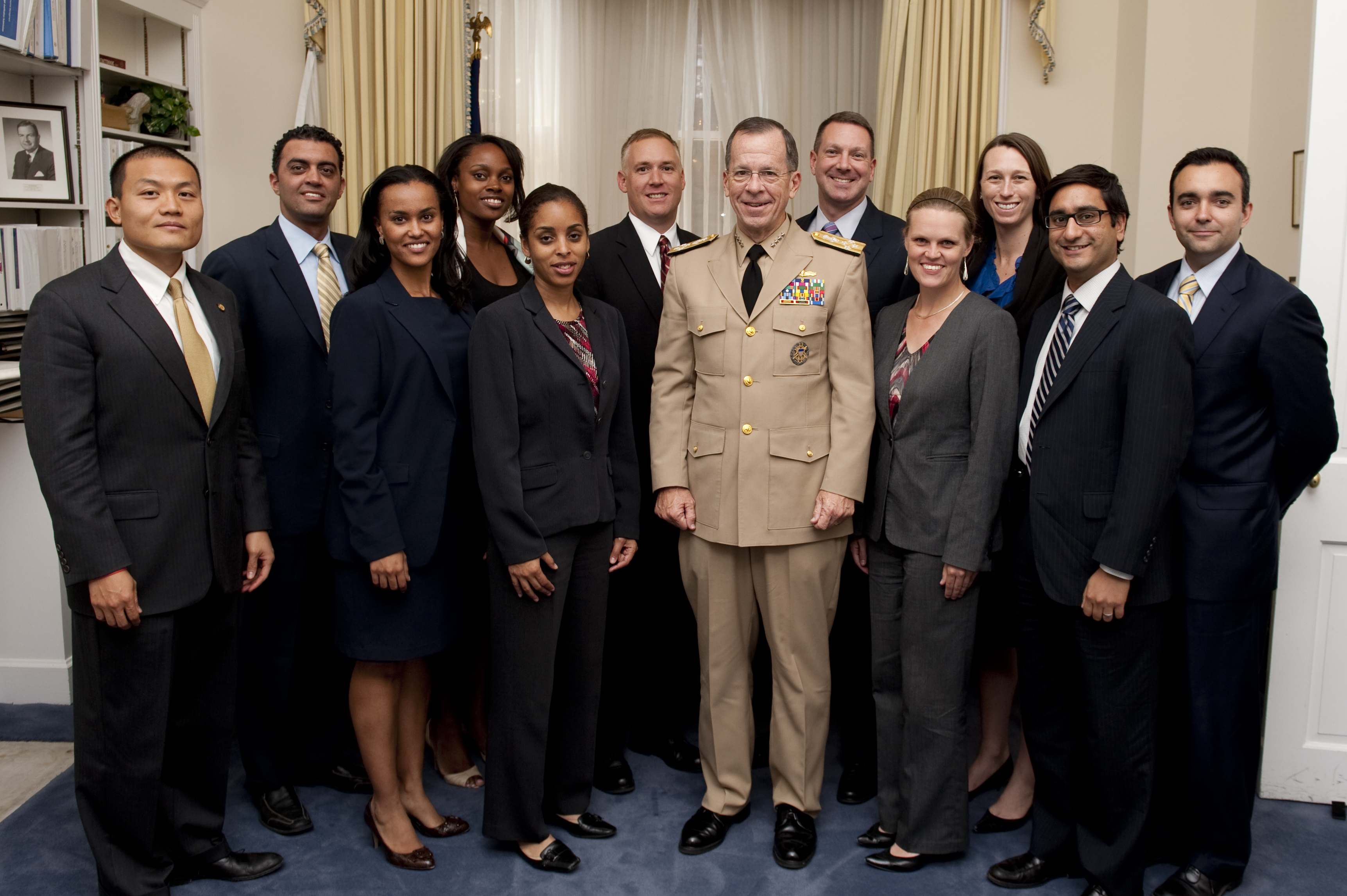
White House Fellows mit Admiral Mike Mullen

Ein White House Fellow arbeitet ein Jahr lang im Executive Office des US-amerikanischen Präsidenten.
Das Programm wurde 1964 vom Präsidenten Lyndon B. Johnson eingeführt, um jungen Leuten die Gelegenheit zu geben, in nächster Nähe mit politischen Führungskräften zu arbeiten.
Das Aufnahmeverfahren ist sehr selektiv, für die rund 15 Stellen bewerben sich jährlich etwa 1000 Kandidaten.

## Auswahlverfahren
Das Auswahlverfahren ist streng und beinhaltet, dass ehemalige Fellows Bewerbungen überprüfen, um die vielversprechendsten Kandidaten zu identifizieren. Etwa 100 der am besten qualifizierten Bewerber werden als regionale Finalisten ausgewählt und von acht bis zehn regionalen Gremien interviewt, die sich aus prominenten lokalen Bürgern zusammensetzen. Diejenigen, die als White House Fellows ausgewählt werden, reisen im Juli nach Washington DC zur "Placement Week", um Interviews mit Hauptverantwortlichen im Weißen Haus, dem Kabinett und anderen Regierungsbehörden zu führen. Die Hauptverantwortlichen und Fellows geben dem Programmleiter ihre gewünschten Präferenzen bekannt. Der Direktor bestimmt den Arbeitsplatz jedes Fellows für das Fellowship-Jahr. Die White House Fellows durchlaufen im August eine Einführung und werden Mitte August eingearbeitet. Ihre Arbeitsstellen nehmen sie im September auf.

## Zulassungsvoraussetzungen
Um für das Programm zugelassen zu werden, müssen die Bewerber US-Bürger sein und ihre universitäre Ausbildung zum Zeitpunkt der Bewerbung abgeschlossen haben. Bundesbedienstete sind nicht berechtigt, es sei denn, sie sind Berufssoldaten.

## Prinzipien des Fellowship-Programms
Die Präsidentenkommission für White House Fellowships vergibt Fellowships auf strikt parteiunabhängiger Basis und fördert Ausgewogenheit und Vielfalt in allen Aspekten des Programms.

## Bekannte Fellows
- Charles Ansbacher, Dirigent
- Michael Armacost, Diplomat
- Joe Barton, Kongressabgeordneter
- Dennis C. Blair, Admiral
- Sam Brownback, Kongressabgeordneter und Gouverneur von Kansas
- Garrey Carruthers, Gouverneur von New Mexico
- Elaine Chao, Arbeitsministerin
- Wesley Clark, Supreme Allied Commander Europe
- Mufi Hannemann, Bürgermeister von Honolulu
- Francis J. Harvey, United States Secretary of the Army
- Nicole Malachowski, Kampfpilotin
- Robert McFarlane, nationaler Sicherheitsberater
- Colin Powell, Vorsitzender der Joint Chiefs of Staff
- Robert Schwarz Strauss, Diplomat
- Michael H. Walsh, Manager